# Starzach
Starzach ist eine Gemeinde im Landkreis Tübingen in Baden-Württemberg (Deutschland). Sie liegt etwa 20 km südwestlich von Tübingen.

## Geographie

### Geographische Lage

Starzach

Starzach liegt am Neckar zwischen Rottenburg am Neckar und Horb am Neckar. Zwei Gemeindeteile (Börstingen und Sulzau) liegen im Neckartal, drei andere (Felldorf, Bierlingen und Wachendorf) südlich oberhalb davon.
Die beiden Flüsse Starzel und Eyach begrenzen das Gemeindegebiet.
Aufgrund seiner reizvollen Lage wird Starzach auch als die Toskana des Landkreises Tübingen bezeichnet.

### Gemeindegliederung
Die Gemeinde Starzach besteht aus den früher selbstständigen Gemeinden Bierlingen, Börstingen, Felldorf, Sulzau und Wachendorf. Zur früheren Gemeinde Bierlingen gehören das Dorf Bierlingen und das Gehöft Neuhaus. Zur früheren Gemeinde Börstingen gehören das Dorf Börstingen mit dem Burgrest der Burg Siegburg und die Häuser Bahnhof Eyach, Kohlensäurewerk, Lohmühle (heute laut Ortsschild Eyach) und Wilhelmshöhe. Im Gebiet der früheren Gemeinde Felldorf liegen das Dorf Felldorf und die in den 1990er Jahren abgebrochene Honorsmühle, die 1810 neu erbaut wurde und nach ihrem Erbauer benannt ist. Im Gebiet der früheren Gemeinde Sulzau liegen das Dorf Sulzau und Schloss und Gehöft Weitenburg. Im Gebiet der früheren Gemeinde Wachendorf liegen das Dorf Wachendorf und das Haus Burgmühle.
Im Gemeindegebiet liegen einige abgegangene, heute nicht mehr bestehende Ortschaften. Wahrscheinlich im 14. Jahrhundert bestand im Gebiet der ehemaligen Gemeinde Börstingen wie auch im Gebiet der ehemaligen Gemeinde Sulzau die Ortschaft Zuckenhausen. Im Südwesten der ehemaligen Gemeinde Felldorf lag die 1747 als Karrenhausen erwähnte Ortschaft Kaltenhausen. Oberhalb des Dorfes Sulzau, am Neckar gelegen, liegt die abgegangene Ortschaft Neumühle. Im Süden der ehemaligen Gemeinde Wachendorf liegt die abgegangene Ortschaft Bechhausen, auf die ein Flurname hindeutet.

### Schutzgebiete
Starzach hat Anteile am Landschaftsschutzgebiet Oberes Neckartal mit den Seitentälern Rommelstal, Starzeltal und Eyachtal sowie am FFH-Gebiet Neckar und Seitentäler bei Rottenburg.

## Geschichte
Bis zur Mediatisierung im Jahre 1805 standen die fünf ehemals selbstständigen Gemeinden von Starzach unter der Herrschaft reichsritterlicher Familien. Bierlingen, Felldorf und Wachendorf wurden vom Geschlecht der Freiherren von Ow unter anderem mit Sitz im Schloss Wachendorf beherrscht, Börstingen und Sulzau gehörten zur Herrschaft der Weitenburg, die sich im 18. Jahrhundert nach vielen Besitzwechseln beim Geschlecht der Freiherren Raßler von Gamerschwang befand. 1805 kamen die Ortschaften unter die Staatsgewalt des Kurfürstentums Württemberg, aus dem 1806 das Königreich Württemberg hervorging. Bei der Umsetzung der neuen Verwaltungsgliederung wurden die fünf Dörfer dem Oberamt Horb zugeordnet.
Durch die Kreisreform während der Zeit des Nationalsozialismus in Württemberg gelangten die Ortschaften 1938 zum Landkreis Horb. 1945 wurden sie somit Teil der Französischen Besatzungszone und kamen deshalb zum neu gegründeten Land Württemberg-Hohenzollern, welches 1952 im Land Baden-Württemberg aufging.
Die Gemeinde Starzach wurde am 1. Januar 1972 aus den drei Gemeinden Bierlingen, Felldorf und Wachendorf gebildet. Der Name Starzach wurde von den beiden Flüsschen Starzel und Eyach abgeleitet. Am 1. Juni 1973 kam der kleinste Teilort Sulzau zu Starzach und am 1. Februar 1974 machte Börstingen nach einem Bürgerentscheid die neue Gemeinde komplett.
Die fünf Ortsteile gelangten im Zuge der Kreisreform am 1. Januar 1973 vom aufgelösten Landkreis Horb zum Landkreis Tübingen.
Die beiden Flüsschen und fünf Blumen – aus dem Wappen von Sulzau – für die fünf Gemeindeteile finden sich im Gemeindewappen wieder.
Der Sitz der Gemeindeverwaltung befindet sich im Ortsteil Bierlingen.

Die Wappen der ehemaligen Gemeinden
Bierlingen
Börstingen
Felldorf
Sulzau
Wachendorf

## Politik

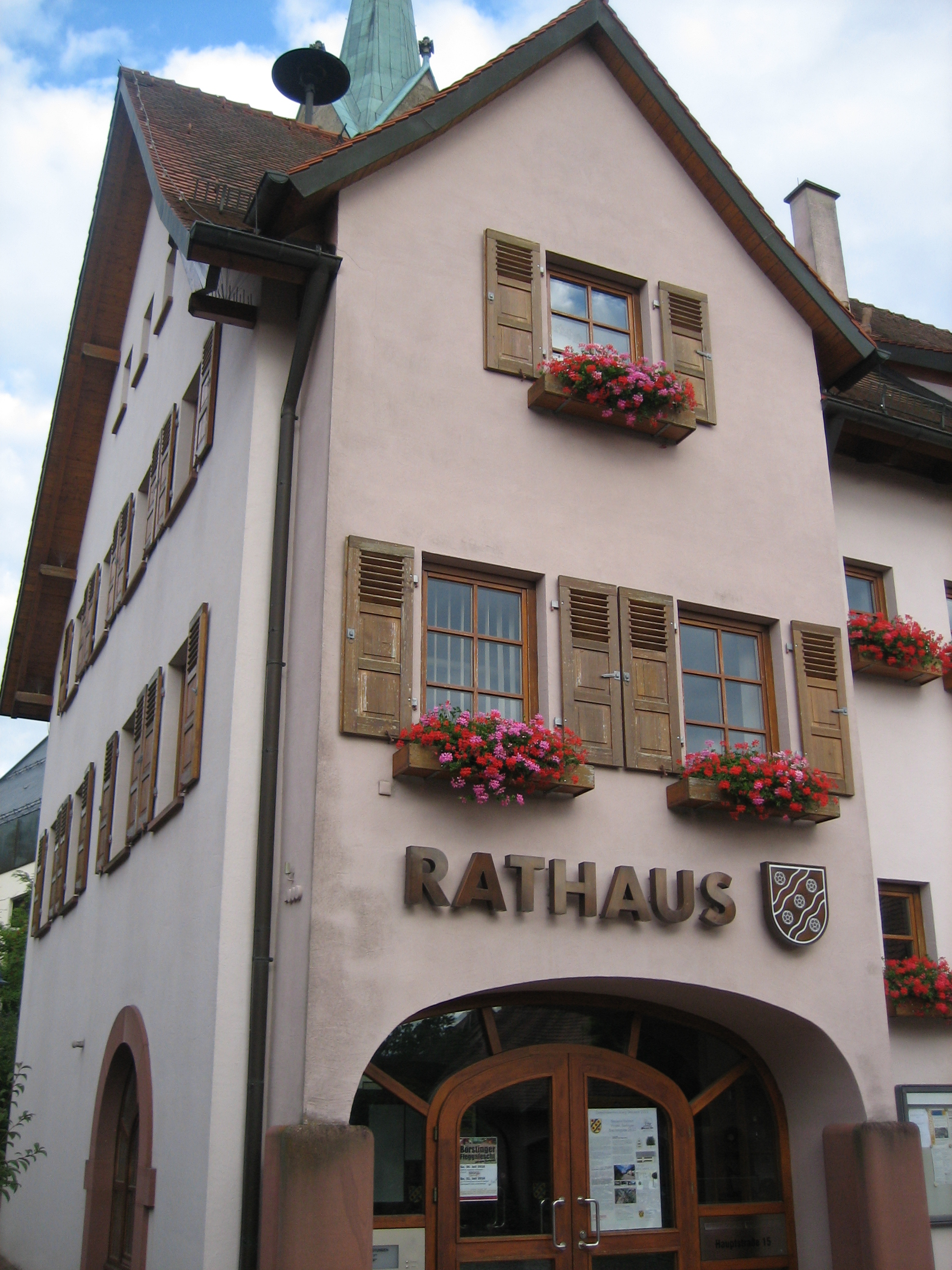
Das Bierlinger Rathaus ist heute Sitz der Gemeinde Starzach

### Gemeinderat
Der Gemeinderat besteht aus den gewählten ehrenamtlichen Gemeinderäten und dem Bürgermeister als Vorsitzendem. Der Bürgermeister ist im Gemeinderat stimmberechtigt.
In Starzach wird der Gemeinderat nach dem Verfahren der unechten Teilortswahl gewählt. Dabei kann sich die Zahl der Gemeinderäte durch Überhangmandate verändern. Nach der Gemeinderatswahl am 9. Juni 2024 hat der Gemeinderat in Starzach 14 Mitglieder. Die Wahl führte zu folgendem Ergebnis: 
| Partei / Liste                   | Stimmenanteil | Sitze |
| Kurswechsel                      | 40,3 %        | 6     |
| Bürgervertretung Starzach        | 29,1 %        | 4     |
| Freie Wählervereinigung Starzach | 24,4 %        | 3     |
| Bündnis 90/Die Grünen            | 06,2 %        | 1     |

### Bürgermeister
Der Bürgermeister wird für eine Amtszeit von acht Jahren gewählt. Seit 2004 ist Thomas Noé (parteilos) Bürgermeister Starzachs. Am 29. Januar 2012 wurde er mit 67,8 % der gültigen Stimmen bei zwei Gegenkandidaten wiedergewählt. Eine dritte Amtszeit konnte er antreten, nachdem er am 26. Januar 2020 mit einem Ergebnis von 94,4 % erneut gewählt wurde. Ein ebenfalls parteiloser Mitbewerber erhielt 1,7 % der Stimmen.
Ehemalige Bürgermeister waren:
- 1972–1982: Josef Oswald
- 1982–2003: Manfred Dunst

### Gemeindepartnerschaften
Seit Juli 1992 ist Starzach freundschaftlich mit den Gemeinden des ehemaligen französischen Gemeindeverbunds Bocage-Gatinais in der Nähe von Paris, also den Gemeinden Blennes, Chevry-en-Sereine, Saint-Ange-le-Viel, Villemaréchal und Ville-Saint-Jacques verbunden.

## Verkehr
Nächste Verkehrsstation ist der Bahnhof Eyach an der Bahnstrecke Plochingen–Immendingen.
Durch eine Alltagsradroute aus dem Radnetz Baden-Württemberg sind Sulzau und Börstingen mit Rottenburg und in der anderen Richtung mit Horb verbunden. Der Neckartal-Radweg, ein Radfernweg von Villingen-Schwenningen nach Mannheim, verläuft aus derselben Strecke.

## Kultur und Sehenswürdigkeiten

### Bauwerke

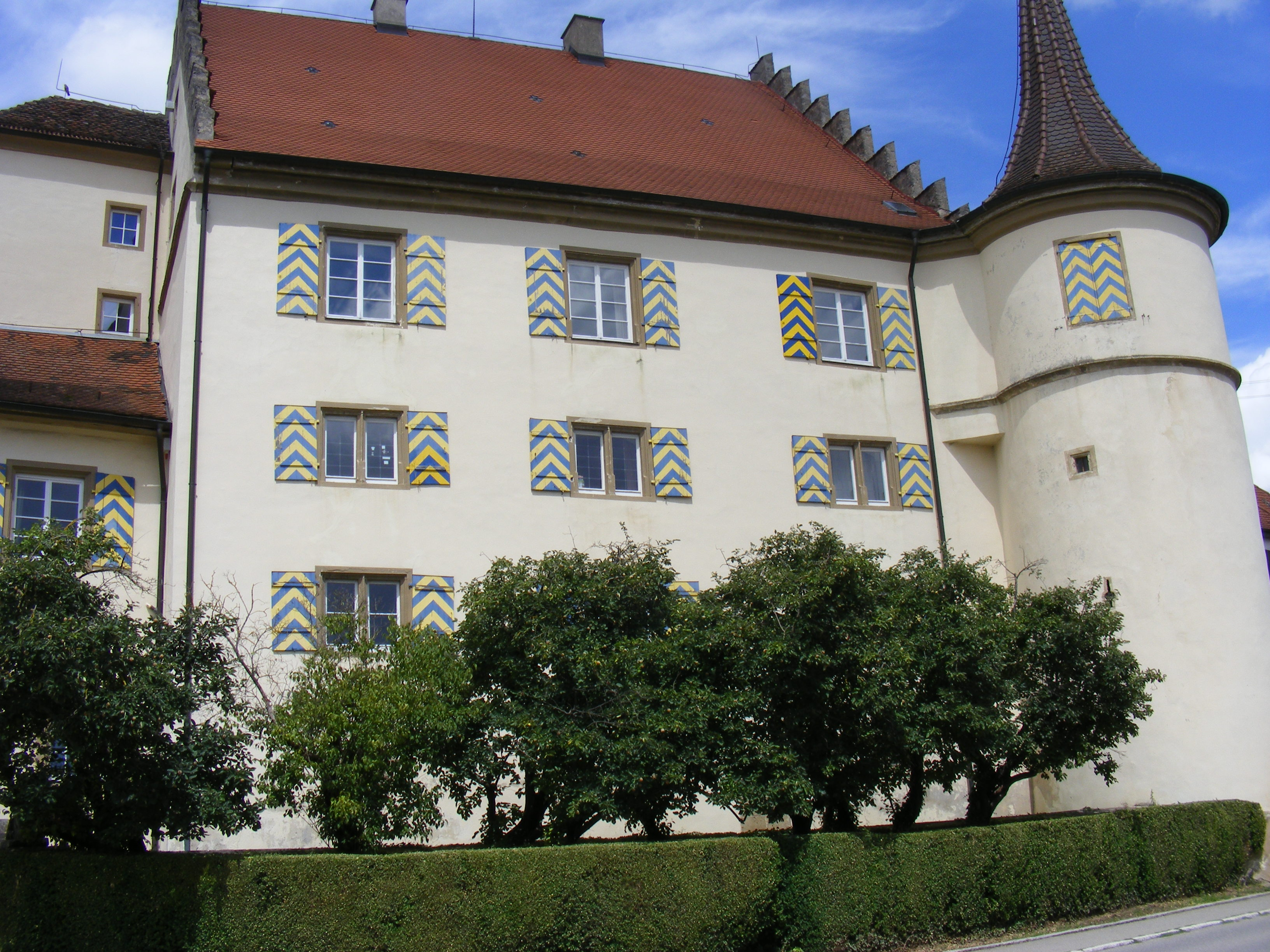
Schloss Wachendorf

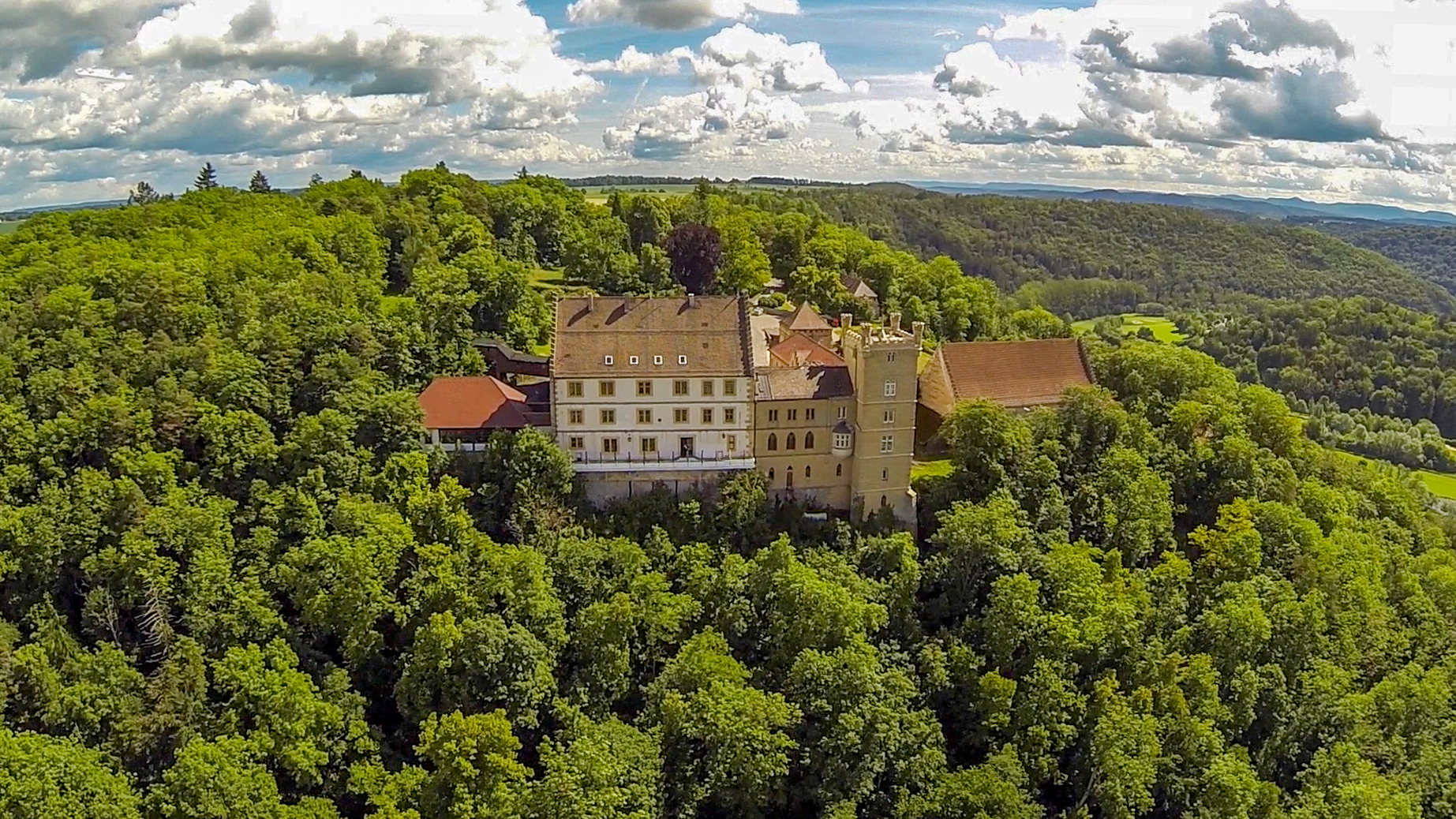
Schloss Weitenburg

- Schloss Wachendorf
- Schloss Weitenburg

### Naturdenkmale
- Neuhaus-Eiche mit einem BHU von 7,20 m (2015).[8]

### Starzachfest
Alle zwei Jahre findet im Wechsel der fünf Ortschaften das Starzachfest statt.

### Starzachlauf
Jährlich findet in Starzach-Wachendorf der 11,2 km lange Starzachlauf statt. Im Jahr 2011 gewann Judith Wagner aus Felldorf die Frauenwertung.

## Söhne und Töchter der Gemeinde
- Hans von Ow (1843–1921), geboren in Wachendorf, Reichstags- und Landtagsabgeordneter
- August Mayer (1876–1968), geboren in Felldorf, Gynäkologe und Hochschullehrer
- Ulrich Noll (1946–2011), geboren in Börstingen, Zahnarzt und Politiker (FDP), Landtagsabgeordneter, ehemaliger Vorsitzender der FDP/DVP-Fraktion im Landtag von Baden-Württemberg